# Хосе Мануель Гонсалес Лопес
Хосе Мануель Гонсалес Лопес (ісп. José Manuel González López, нар. 14 жовтня 1966, Кадіс) — іспанський футболіст, що грав на позиції нападника. По завершенні ігрової кар'єри — тренер.

## Ігрова кар'єра
Народився 14 жовтня 1966 року в місті Кадіс. Вихованець футбольної школи місцевого однойменного клубу. Дорослу футбольну кар'єру розпочав 1986 року в основній команді «Кадіса», в якій провів п'ять сезонів, взявши участь у 95 матчах чемпіонату. 
Своєю грою за цю команду привернув увагу представників тренерського штабу клубу «Мальорка», до складу якого приєднався 1991 року. Відіграв за клуб з Балеарських островів наступні два сезони своєї ігрової кар'єри.
1993 року уклав контракт з клубом «Альбасете», у складі якого провів наступний рік своєї кар'єри гравця. 
З 1994 року два сезони захищав кольори команди клубу «Райо Вальєкано». 
Частину 1996 року провів у «Малазі», після чого того ж року виїхав до Китаю, де грав за «Тяньцзінь Теда» до завершення ігрової кар'єри у 1997 році.

## Кар'єра тренера
Розпочав тренерську кар'єру, повернувшись до футболу після невеликої перерви, 2001 року, ставши тренером молодіжної команди у своєму рідному «Кадісі». А вже 24 травня наступного року його було призначено головним тренером основної команди клубу. За результатами першого сезону роботи з «Кадісом» тренеру вдалося вивести команду з третьої за силою іспанської ліги до Сегунди, а наступного року закріпитися там, посівши сьому сходинку турнірної таблиці.
2 червня 2004 року був призначений головним тренером «Альбасете», утім вже в лютому наступного року його було звільнено.
5 листопада 2006 року повернувся до «Кадіса», однак цього разу команда під його керівництом виступала не так вдало і влітку 2007 року він її залишив, здобувши лише 11 перемог у 31 матчі Сегунди. 1 квітня 2008 року був представлений новим головним тренером «Кордови», команди, яка боролася за виживання у другому іспанському дивізіоні. Гонсалесу вдалося утримати команду у Сегунді — вона фінішувала на 18-у місці, останньому з тих, що дозволяли не понижуватися у класі. Проте у наступному сезоні суттєвого покращання гри і результатів «Кордови» не відбулося, і тренер 8 грудня 2008 року її залишив з ініціативи керівництва клубу. 
2 листопада 2009 року його новою командою став «Реал Мурсія». Не зміг допомогти цій команді уникнути вильоту із Сегунди в сезоні 2009/10 і залишив її влітку 2010 року, аби за декілька місяців знову очолити «Кадіс». Цього разу пропрацював у рідному клубі півтора сезони.
Після півторарічної перерви у тренерській діяльності 13 лютого 2014 року був призначений асистентом Грегоріо Мансано у тренерському штабі китайського «Бейцзін Гоань». 22 лютого 2016 року став головним тренером команди «Гранада» з Ла-Ліги. Успішно виконав завдання збереження прописки команди в елітному іспанському дивізіоні — команда набрала на одне очко більше за «Райо Вальєкано», який фінішував вже у зоні вильоту. Попри це після закінчення того сезону залишив «Гранаду».
23 листопада 2016 року повернувся до китайського «Бейцзін Гоань», цього разу вже як головний тренер. Пропрацював там до червня 2017, здобувши 5 перемог у 13 матчах при 3 нічиїх і 5 поразках.
13 січня 2018 року змінив Мічела на посаді головного тренера «Малаги», яка на той час розташовувалася на останньому рядку турнірної таблиці сезону Ла-Ліги. За півроку роботи Хосе Мануеля з командою її результати не покращилися, вона так й не зуміла піднятися вище останньої позиції турнірної таблиці і понизилася у класі. 30 червня 2018 року тренера, під керівництвом якого «Малага» здобула лише дві перемоги і три нічиїх у 18 іграх, було звільнено.

## Тренерська статистика
Станом на 15 серпня 2018 року
| Команда           | Країна            | З                 | По                | Статистика | Статистика | Статистика | Статистика | Статистика | Статистика | Статистика | Статистика | Прим.  |
| Команда           | Країна            | З                 | По                | І          | В          | Н          | П          | Г+         | Г-         | РГ         | % В        | Прим.  |
| ----------------- | ----------------- | ----------------- | ----------------- | ---------- | ---------- | ---------- | ---------- | ---------- | ---------- | ---------- | ---------- | ------ |
| «Кадіс»           | Іспанія           | 24 травня 2002    | 2 червня 2004     | 88         | 40         | 23         | 25         | 119        | 87         | +32        | 45,45      | [ 12 ] |
| «Альбасете»       | Іспанія           | 2 червня 2004     | 20 лютого 2005    | 26         | 6          | 8          | 12         | 23         | 34         | −11        | 23,08      | [ 13 ] |
| «Кадіс»           | Іспанія           | 5 листопада 2006  | 30 червня 2007    | 31         | 11         | 14         | 6          | 39         | 28         | +11        | 35,48      | [ 14 ] |
| «Кордова»         | Іспанія           | 1 квітня 2008     | 8 грудня 2008     | 27         | 8          | 6          | 13         | 28         | 35         | −7         | 29,63      | [ 15 ] |
| «Реал Мурсія»     | Іспанія           | 2 листопада 2009  | 30 червня 2010    | 33         | 11         | 11         | 11         | 39         | 38         | +1         | 33,33      | [ 16 ] |
| «Кадіс»           | Іспанія           | 16 листопада 2010 | 30 червня 2012    | 75         | 39         | 21         | 15         | 114        | 66         | +48        | 52,00      | [ 17 ] |
| «Гранада»         | Іспанія           | 22 лютого 2016    | 20 червня 2016    | 13         | 5          | 4          | 4          | 20         | 18         | +2         | 38,46      | [ 18 ] |
| «Бейцзін Гоань»   | КНР               | 23 листопада 2016 | 2 червня 2017     | 13         | 5          | 3          | 5          | 21         | 21         | +0         | 38,46      | –      |
| «Малага»          | Іспанія           | 13 січня 2018     | 30 червня 2018    | 18         | 2          | 3          | 13         | 10         | 26         | −16        | 11,11      | [ 19 ] |
| Усього за кар'єру | Усього за кар'єру | Усього за кар'єру | Усього за кар'єру | 324        | 127        | 93         | 104        | 413        | 353        | —          | 39,20      | —      |